# Sosso-Bala

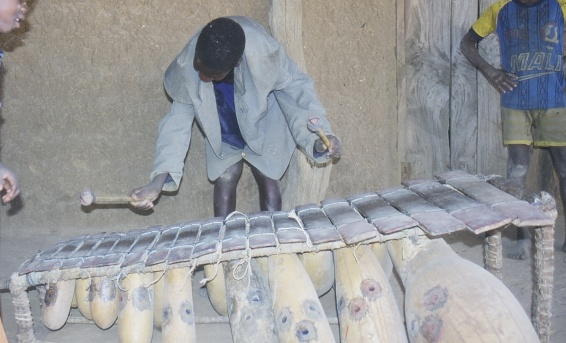
Jongen bespeelt een balafoon op Mali (2005)

Sosso-Bala is een heilige balafoon en wordt gezien als symbool van vrijheid van de Mandigue-gemeenschap in Mali. Het instrument was oorspronkelijk een eigendom van (en werd bespeeld door) koning Sumaoro Kanté uit de dertiende eeuw.
Het is een soort xylofoon van anderhalve meter lang, met 20 latjes van verschillende lengte en verschillende kalebassen als klankkast. 
De originele Sosso-Bala wordt bewaard in een ronde hut met andere heilige en historische objecten in Niagassola in Guinee. De Balatigui, de patriarch van de Dökala-familie, is de bewaker van het instrument. Alleen hij mag het instrument bespelen tijdens belangrijke gebeurtenissen, zoals het moslim-nieuwjaar en begrafenissen. De Balatigui is ook verantwoordelijk voor muzieklessen aan kinderen vanaf zeven jaar.
Sinds 2001 staat de Sosso-Bala vermeld op de Lijst van Meesterwerken van het Orale en Immateriële Erfgoed van de Mensheid.